# Османюрт
Османюрт (чечен. Iосман-Юрт) — село в Хасавюртовском районе Дагестана, Россия.
Является административным центром Османюртовского сельского поселения.

## География
Село расположено к северу от районного центра города Хасавюрт.
Ближайшие населённые пункты: на северо-востоке — сёла Симсир и Кандаураул, на северо-западе — сёла Баташюрт и Аджимажагатюрт, на юго-западе — село Солнечное.

## Население
| 1889  | 1914  | 1926  | 1939  | 1944  | 1959 | 1970  |
| ----- | ----- | ----- | ----- | ----- | ---- | ----- |
| 556   | ↗605  | ↘510  | ↘502  | ↘488  | ↗735 | ↗1242 |
| 1984  | 1989  | 2002  | 2010  | 2021  |      |       |
| ↗1618 | ↗1647 | ↗2424 | ↗2598 | ↗2800 |      |       |

Национальный состав
По данным «Список населённых мест Терской области : По сведениям к 1 января 1883 года»:
| № | Национальность | Численность, чел. | Доля  |
| - | -------------- | ----------------- | ----- |
| 1 | кумыки         | 437               | 100 % |

## История
Османюрт основано гачкалыкоскими чеченцами. Осман — собств. имя первопоселенца (основателя села).
По приказу генерала А. П. Ермолова в 1818 году чеченцы "андреевских" земель (эндиреевских, аксайских и костековских владений), кроме тех, за кого поручились лично кумыкские князья, включая жителей села Осман-Юрт, подверглись выселению, и под конвоем препровождены до «чеченской границы».
В 1835 году в рапортах Императорской армии назван кумыкской деревней.
В 1883 г. село входило в состав 2-го (Аксайского) участка Хасавюртовского округа Терской области. Состояло из 89 дворов, в которых проживало 437 человек, моноэтническое кумыкское село. После Кавказской войны началось повторное заселение чеченцев после высылки.
В 1890 г. состояло при селении Баташ-Юрт Аксайского участка. Состояло 111 дворов, в которых проживало 556 человек, преобладающее население — чеченцы. Сельское общество владело 3415 десятин удобной и 200 неудобной земли. В селе располагалось сельское правление и суд, 1 мечеть.
22 ноября 1928 года 4 сессией ЦИК ДАССР 6 созыва принимается новый проект районирования республики. На его основе было принято постановление о разукрупнении округов и районов и образовании 26 кантонов и 2 подкантонов. Хасавюртовский кантон был образован на части территории бывшего Хасавюртовского округа, переданного в состав ДАССР из Терской области в 1921 году. По новому районированию кантон состоял из 18 сельских советов, в том числе и Баташюртовский: Баташюрт, Аджи-Мадж-юрт, Баташево, Евгениевка, Османюрт, Османюрт-отар, Сим-Сыр, Узлуяновка, Хамавюрт.
Постановлением СНК Дагестанской АССР от 12 апреля 1944 г. «О переселении колхозников колхозов „им. МОПР“, „9 января“ и „1 мая“ Махачкалинского района в Хасавюртовский район» большая часть населения поселка Тарки была переселена в село Османюрт.

## Образование
Османюртовская средняя школа им. И. Бейбулатова.

## Известные уроженцы
- Байбулатов, Ирбайхан Адылханович — участник Великой Отечественной войны, Герой Советского Союза.